# Moon Hyun-ah
Moon Hyun-ah (hangul: 문현아; hanja: 文懸雅; rr: Mun Hyeon-a; MR: Mun Hyŏn-a; Yeosu, 19 de janeiro de 1987), mais conhecida na carreira musical apenas como Hyuna (hangul: 현아), é uma cantora, compositora e modelo sul-coreana. Realizou sua estreia no cenário musical em 2007 e em 2011 estreou como integrante do grupo feminino Nine Muses, que chegou ao fim em 24 de fevereiro de 2019.

## Início da vida
Hyun-ah nasceu em 19 de janeiro de 1987 em Yeosu, Jeolla do Sul, na Coreia do Sul. Sua família é constituída de seus pais e seu irmão mais novo. Ela frequentou a Neunggok Middle School e Haeng Shin High School, ambos em Goyang. Ela então foi aceita no departamento de música moderna da Universidade Yonsei.

## Carreira

### 2007–10: Início da carreira
Hyuna começou sua carreira em 2007, ao participar do Concurso de Super Modelos Ásia-Pacífico da SBS, sendo premiada com o 3º lugar. No mesmo ano, ela serviu como vocal de apoio para o grupo musical House Rulez, sendo lançada como integrante oficial pouco depois. Usando o nome artístico Yoo Ji-ah, Hyuna gravou as canções "Music", "Pool Party" e "This Song Is For You".
Em outubro de 2010, ela juntou-se ao grupo feminino Nine Muses para as promoções do single "Ladies", substituindo a ex-integrante Jaekyung. Sua primeira apresentação ao vivo ocorreu no programa M Countdown, em 14 de outubro.

### 2014–presente: Trabalhos literários e saída da Star Empire

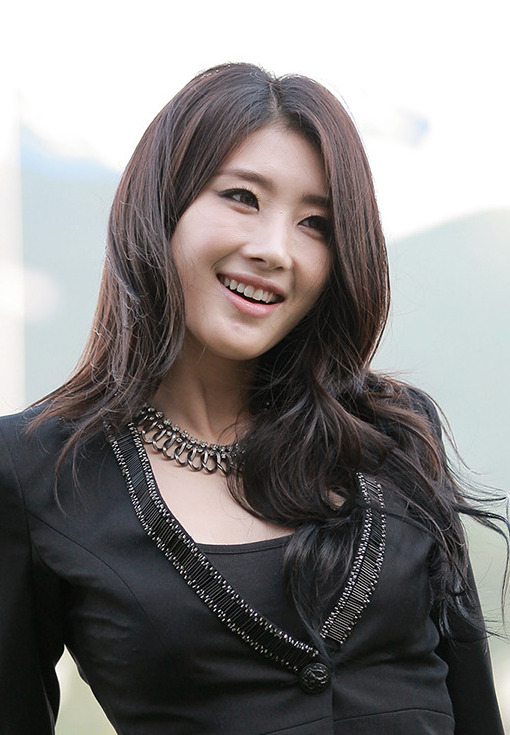
Hyun-ah no Gwacheon Seoul Race Park em dezembro de 2013.

Em dezembro de 2014, Hyuna publicou seu primeiro livro, intitulado "I Love You Everyday (매일 매일 사랑해)", uma peça ilustrada de sua própria vida através do ponto de vista de seus gatos, Moya e Hoya. O lançamento do livro foi acompanhado pela trilha sonora "I Like My Way Back Home (집으로 들어 가는 길이 좋아)", composto por ela mesma. Hyuna manteve diversas sessões de autógrafos pra promover o livro. Ela então estrelou o videoclipe "Let's Make Love", lançado pelo grupo Sweet Sorrow em agosto de 2015.
Em 4 de outubro de 2016, a Star Empire Entertainment anunciou sua saída do Nine Muses após a expiração de seu contrato com a gravadora. No mesmo dia, ela divulgou uma carta confirmando sua saída do grupo e agradecendo os fãs pelo apoio em seus seis anos como integrante do Nine Muses. Após o anúncio, Hyuna abriu sua própria gravadora, a Moongom House, mais tarde renomeada para Daynite Records, publicou a canção auto-escrita "Memory Lane", lançada em vários plataformas digitais, incluindo o Spotify.
Em dezembro do mesmo ano, Hyuna lançou seu segundo livro, "Sweet Remedy", sobre sua experiência de au pair no Havaí, em conjunto da trilha sonora "Remedy", em colaboração com a dupla The Lowkies, lançado em duas versões: Sunset e 2AM.
Em março de 2017, Hyuna lançou seu primeiro CD single, "Cricket Song (크리켓 송)", em conjunto de seu vídeo musical. Ainda em 2017, Hyuna lançou "Remedy Take 2" e "Doong Doong (둥둥)", em colaboração com Erine, sua ex-colega de grupo, lançados respectivamente em 19 de julho e 8 de novembro.

## Vida pessoal
Em 8 de agosto de 2017, Hyuna anunciou seu casamento com o empresário Steven Oh, com quem se relacionava há um ano e meio. A cerimônia ocorreu em Cheongdam-dong em 4 de setembro do mesmo ano.

## Discografia

### Singles
| Título                                                                                | Ano  | Melhor posição nas paradas | Vendas | Álbum                |
| Título                                                                                | Ano  | KOR                        | Vendas | Álbum                |
| ------------------------------------------------------------------------------------- | ---- | -------------------------- | ------ | -------------------- |
| "I Like My Way Back Home (집으로 들어 가는 길이 좋아)"                                | 2014 | —                          | —      | Lançamento sem álbum |
| "Memory Lane (메모리 레인)"                                                           | 2016 | —                          | —      | Lançamento sem álbum |
| "Cricket Song (크리켓 송)"                                                            | 2017 | —                          | —      | Cricket Song         |
| "Remedy Take 2"                                                                       | 2017 | —                          | —      | Lançamento sem álbum |
| "Doong Doong (둥둥)"                                                                  | 2017 | —                          | —      | Lançamento sem álbum |
| "—" denota lançamentos que não apareceram nos charts ou não foram lançadas na região. |      |                            |        |                      |

## Videografia
| Como artista principal     | Como artista principal | Como artista principal | Como artista principal |
| Canção                     | Ano                    | Outro(s) artista(s)    | Nota(s)                |
| -------------------------- | ---------------------- | ---------------------- | ---------------------- |
| "Cricket Song (크리켓 송)" | 2017                   | —                      |                        |
| "Remedy Take 2"            | 2017                   | —                      |                        |
| "Doong Doong (둥둥)"       | 2017                   | EU.Erine               |                        |
| Aparições                  |                        |                        |                        |
| "Let's Make Love"          | 2015                   | Sweet Sorrow           | Aparição especial      |

## Filmografia

### Filmes
| Ano  | Título                    | Função    | Nota(s)                          |
| ---- | ------------------------- | --------- | -------------------------------- |
| 2012 | Nine Muses of Star Empire | ela mesma | Filme documentário do Nine Muses |

## Prêmios e indicações
| Ano  | Prêmio                              | Categoria | Trabalho nomeado | Resultado | Ref.  |
| ---- | ----------------------------------- | --------- | ---------------- | --------- | ----- |
| 2007 | SBS Asia-Pacific Supermodel Contest | —         | ela mesma        | Venceu    | [ 3 ] |